# Glacéau
Dieser Artikel wurde aufgrund inhaltlicher und/oder formaler Mängel auf der Qualitätssicherungsseite des Portals Wirtschaft eingetragen. 
Du kannst helfen, indem du die dort genannten Mängel beseitigst oder dich an der Diskussion beteiligst.
Glacéau ist eine Getränkemarke der Energy Brands Inc., die mit verschiedenen Stoffen angereicherte Wässer anbietet.

## Geschichte
Glacéau wurde im Mai 1996 von J. Darius Bikoff in Whitestone (New York City) gegründet und begann mit der Produktion des smartwaters. Später kamen die Produkte fruitwater, vitaminwater (momentan meistgekauftes Produkt von Glacéau) sowie vitaminwater10 und vitamin energy (beides Energydrinks) hinzu. Nach der deutschen Verordnung über natürliches Mineralwasser, Quellwasser und Tafelwasser handelt es sich weder um Mineralwasser noch Quellwasser und nur um Tafelwasser, sofern die Zusatzstoffe der Maßgabe der Zusatzstoff-Zulassungsverordnung entsprechen.
Mitte 2007 wurde das Unternehmen und damit auch dessen Marke von der Coca-Cola Company für 4,1 Mrd. US-$, mehr als dem zehnfachen des damaligen Jahresumsatzes, übernommen.
Die Produkte der Marke gehören zu den meistverkauften in den USA und waren zunächst auch nur dort erhältlich. Ab 2008 wurde auch nach Großbritannien und Australien exportiert, 2009 folgte Frankreich. Ab 2012 wurde das Produkt auch in Deutschland angeboten, zum Jahreswechsel 2016/2017 aufgrund nicht erfüllter Absatz-Erwartungen aber wieder vom Markt genommen.

## Produkte
Die Produktpalette von Glacéau umfasst zurzeit die Produkte: smartwater, fruitwater, vitaminwater10, vitaminwater sowie vitamin energy in diversen Geschmacksrichtungen.
Tatsächlich handelt es sich bei smartwater um destilliertes Wasser, das zusätzlich mit den Elektrolyten Calciumchlorid, Magnesiumchlorid und Kaliumhydrogencarbonat angereichert wurde.
Bei fruitwater handelt es sich um einen Fruchtdrink. Hier wurden dem Produkt smartwater zusätzlich noch kalorienfreie Fruchtaromen und -extrakte sowie Zitronensäure hinzugefügt, mittlerweile wurde dem Diätgetränk ein kristalliner Fruchtzucker hinzugefügt.
Im Angebot war vor der Übernahme durch Coca-Cola auch die Sorte "Formula 50", für die der Rapper 50 Cent Werbung machte und dies im Rapsong "I get Money" erwähnte.

## Irreführende Werbung
Im Vereinigten Königreich wurde Werbung von Vitaminwater, das Getränk sei nahrhaft (engl. nutritious), als irreführend bezeichnet, weil schon eine Portion etwa ein Viertel der empfohlenen Tagesdosis an Zucker enthält.
In einem Prozess in den Vereinigten Staaten über die Werbeaussagen zu Vitaminwater sagten selbst Anwälte der Coca-Cola Company, man könne nicht davon ausgehen, dass ein Verbraucher glaube, Vitaminwater sei ein gesundes Getränk.
Im Jahr 2014 wurde für den Goldenen Windbeutel der Verbraucherschutzorganisation Foodwatch mit der Begründung, Coca-Cola „peppe billiges Wasser mit Aromen, Farbstoffen und Vitaminzusätzen auf und vermarktet es wie Wunderprodukte, beispielsweise für das Immunsystem“, nominiert. Bei der Wahl erreichte das Getränk mit 14,6 Prozent der Stimmen den dritten Platz. 2018 erhielt das Produkt 30,5 % der Stimmen und damit den ersten Platz.